# Swissa

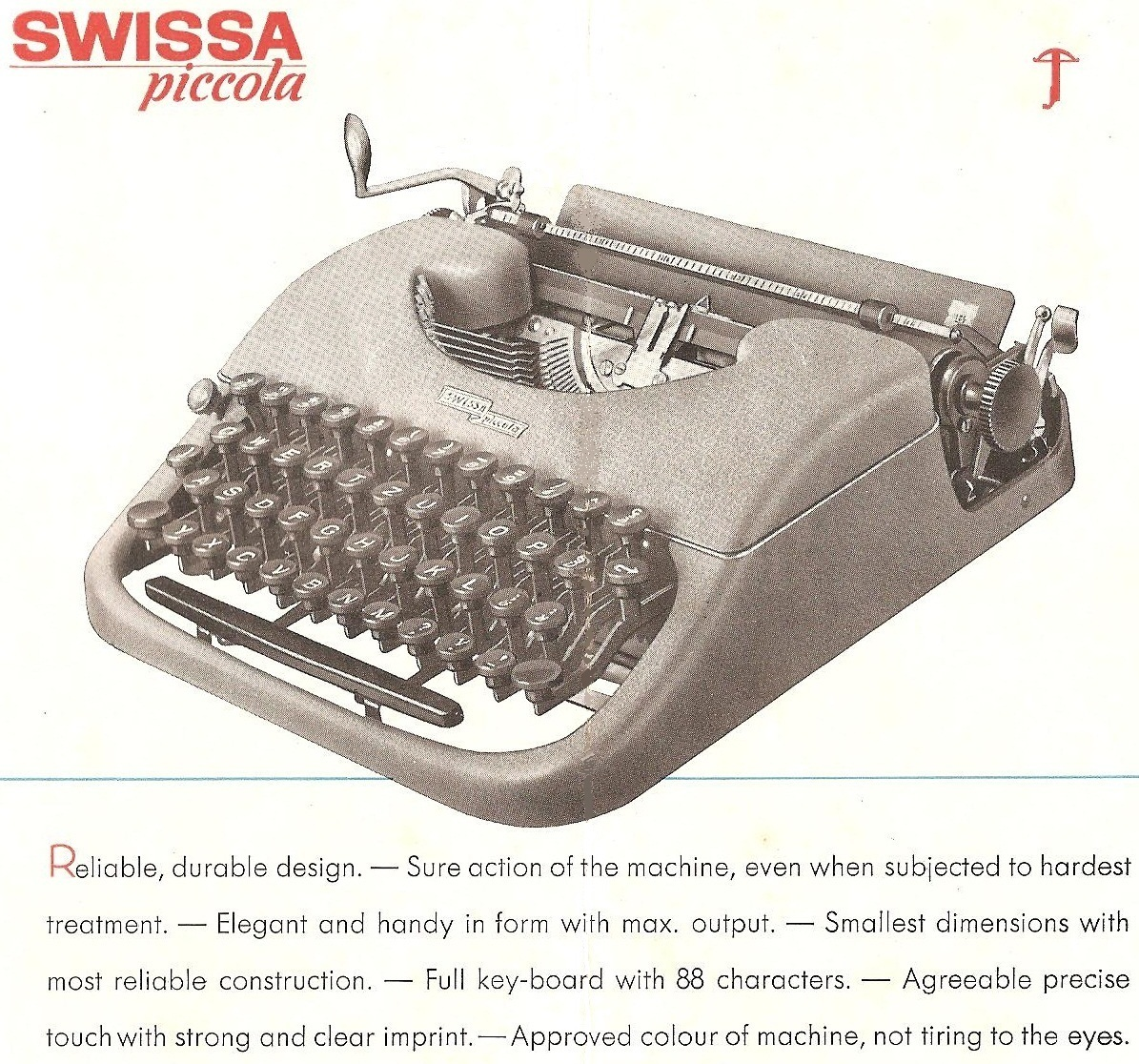
Swissa piccola, ab 1950

Die Swissa ist eine Schreibmaschine, die von der Schreibmaschinenfabrik August Birchmeier’s Söhne in Murgenthal (Schweiz) von 1950 bis etwa 1980 hergestellt wurde.

## Geschichte
Das Vorläufermodell der Swissa, die Patria, ging auf den deutschen Ingenieur Otto Haas zurück, der sie erstmalig im Jahre 1933 zum Patent anmeldete. 1936 wurde die Portable-Schreibmaschine auf der Basler Mustermesse vorgestellt. Es begann die Produktion in Pieterlen bei Biel (Kanton Bern). Zu diesem Zweck wurde die „A.G. für Schreibmaschinen-Fabrikation“ gegründet. Investoren waren die Industriellenfamilien Chessex und Lutz. 1938/39 wurde die Aktiengesellschaft aufgelöst und danach von derselben Familie Lutz als „Patria-Schreibmaschinen GmbH“ weitergeführt.

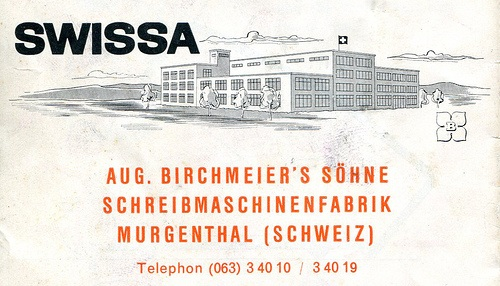
Firmenlogo August Birchmeier's Söhne

Der Architekt, Künstler und Formgestalter Max Bill erhielt 1944 einen Auftrag zur Neugestaltung der Patria. Mechanisch blieb sie unverändert. Die 1908 gegründete Stanzwerkzeuge-Fabrik August Birchmeier’s Söhne im aargauischen Murgenthal begann um 1945 mit der Herstellung. 1950 erfolgte der Namenswechsel zu „Swissa Piccola“.
Die Swissa wurde von August Birchmeier’s Söhne Schreibmaschinenfabrik über fortlaufende Lizenzvereinbarungen erfolgreich europaweit vertrieben, wobei die Technik des Vorläufers Patria beibehalten wurde. Um 1980 wurde die Produktion eingestellt.

## Modelle
Folgende Modelle wurden produziert:
- Swissa piccola (ab 1950 bis 1958)
- Swissa junior (ab 1958)
- Swissa juneusse (bis in die 1970er Jahre)
- Swiss junior 4. (bis in die 1970er Jahre)
- „Helvetia“ war eine Exportvariante der Swissa piccola.[4]

Eine ganze Familie tragbarer Schreibmaschinen, die in ganz Europa verbreitet waren, hatte als Basis die Swissa Piccola der Schweiz. Das grundlegende Design dieser Maschine wurde schließlich durch Lizenzvereinbarungen in England, Frankreich, Deutschland und Spanien in Lizenz hergestellt 
- in Frankreich als Japy, Byron, Typo, Select und Patria
- in Großbritannien als „Nachkriegs“ Oliver und Oliver Courier, die das Schriftbild Courier prägten
- in Spanien als Patria, Amaya, Pulasatta, Florida und Königer
- in Westdeutschland als Voss privat[5]